# Herbert Maeder

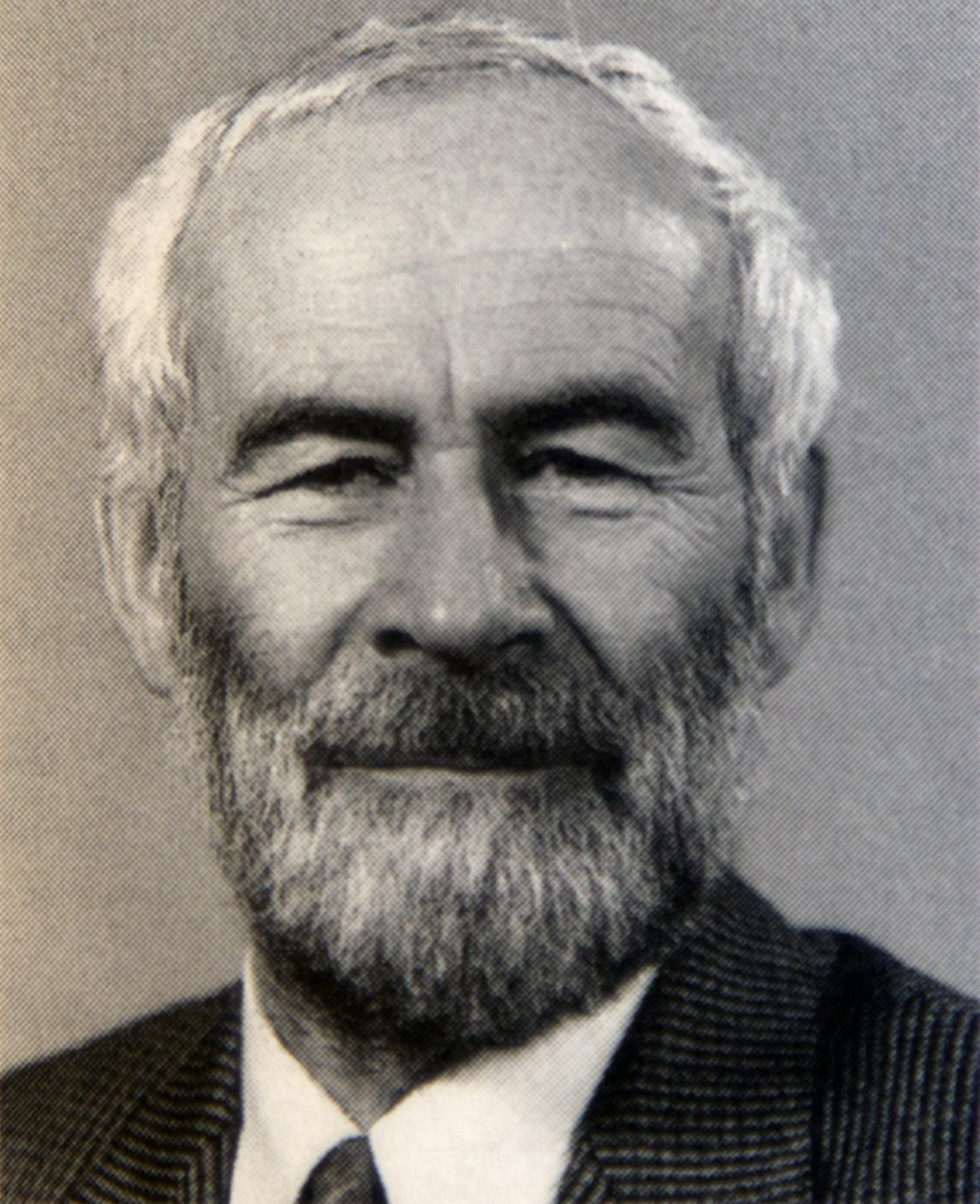
Herbert Maeder

Herbert Mäder in Nationalrat (1985)

Herbert Maeder (eigentlich Mäder; * 3. Februar 1930 in Rorschach; † 23. Januar 2017 in Rehetobel; heimatberechtigt in Galgenen) war ein Schweizer Fotograf, Fotojournalist und Politiker.

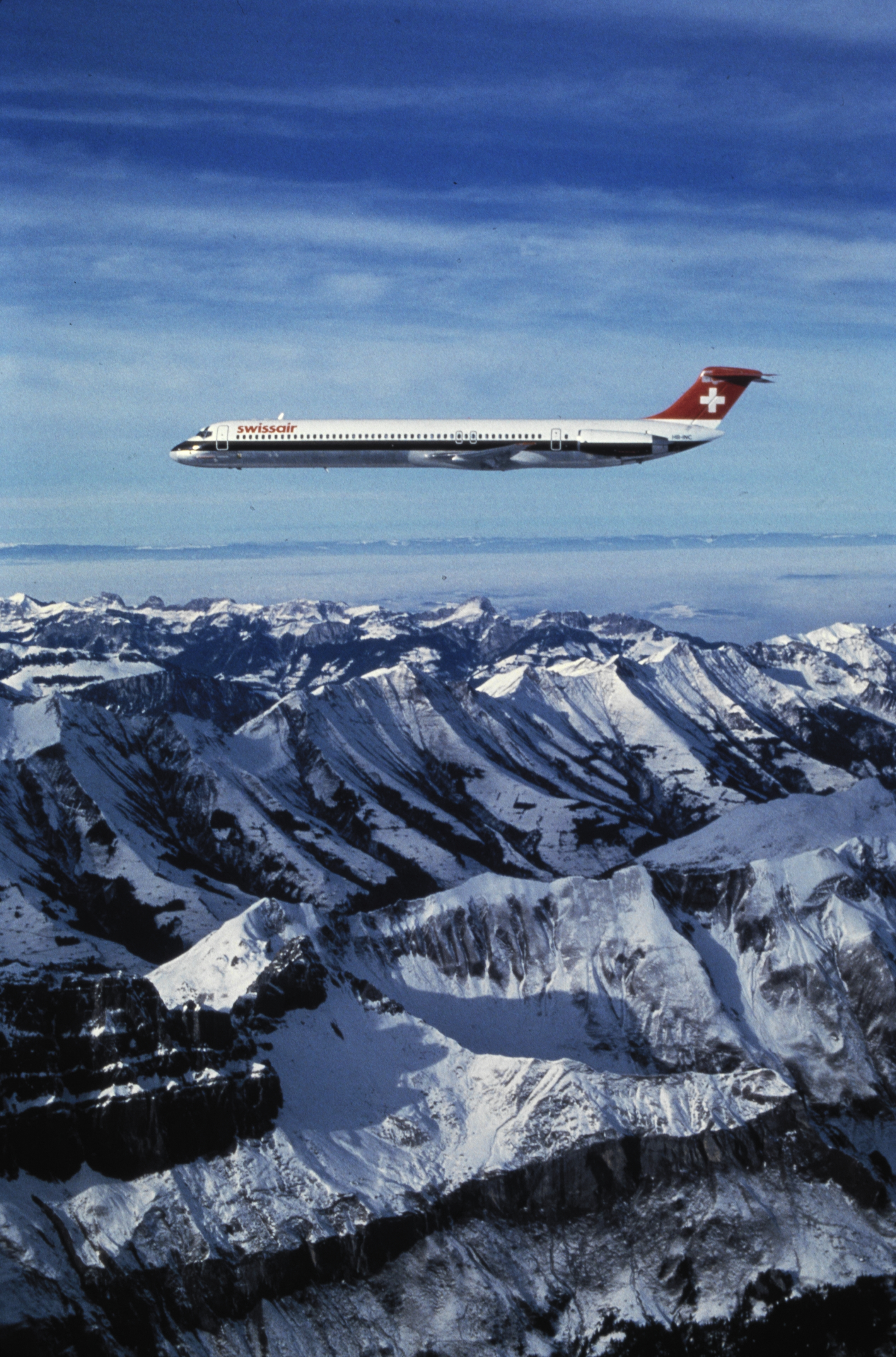
Foto von Herbert Maeder: Swissair-Flugzeug über den Schweizer Bergen

## Leben
Der Sohn des Drogisten Gustav Maeder wuchs in Wil auf und besuchte das Gymnasium in Schwyz. Von 1948 bis 1952 machte er eine Drogistenlehre. Danach absolvierte er 1952 die Fotoklasse der Kunstgewerbeschule in Vevey. Seit 1953 arbeitete Maeder als freischaffender Fotograf und Fotojournalist. Dabei galt sein Interesse Land und Leuten. Er arbeitete für zahlreiche Zeitungen und Zeitschriften.
Er schuf sich einen Namen als Autor landeskundlicher Fotobände, v. a. über Gegenden der Ostschweiz, aber auch über Afghanistan. Neben seinem erfolgreichsten Werk Die Berge der Schweiz (1967) gab er unter anderem Berge, Pferde und Bazare – Afghanistan, das Land am Hindukusch (1972), Das Land Appenzell (1977) und La Greina (1995) heraus. Seine Werke wurden auf zahlreichen Ausstellungen gezeigt; die Kantonsbibliothek St. Gallen und der Kunstverein St. Gallen zeigten 1991 eine Retrospektive von Maeders Werk.
Von 1983 bis 1995 gehörte Maeder als Parteiloser dem Nationalrat an. Er schloss sich der Fraktion des Landesrings an und setzte sich vor allem für den Landschaftsschutz (gegen den Waffenplatz Rothenthurm und das Stauseeprojekt Greina) ein.
Maeder wohnte in Rehetobel und war zwei Mal verheiratet.

## Werke (Auswahl)
- Herbert Maeder, Fotograf, ein Blick zurück: vierzig Jahre unterwegs mit der Kamera, 1950-1990. VGS-Verlagsgemeinschaft, St. Gallen 1991, ISBN 3729110616 (mit Bibliographie).
- Welt im Licht: Bilder und Geschichten aus 50 Jahren Fotojournalismus. Appenzeller-Verlag, Herisau 2000, ISBN 3858822833.